# Свемирска патрола
„Свемирска патрола” је југословенски ТВ филм из 1958. године. Режирао га је Марио Фанели а сценарио је написао Илко Росић

## Улоге
| Глумац         | Улога |
| -------------- | ----- |
| Љубо Капор     |       |
| Владимир Лејб  |       |
| Јосип Мароти   |       |
| Мирко Војковић |       |